# Casa consistorial de Maella
La casa consistorial de Maella (Baix Aragó-Casp) és un edifici format per dues parts: el palau gòtic a la part baixa i al damunt la torre del rellotge, d'època barroca.
L'edifici és de planta gairebé rectangular construït originalment com a part de la porta de la muralla i que al segle xv es va convertir en un palau fortificat, del que encara en queden els merlets que coronen l'edifici i algunes espitlleres.
Entre el final del segle xvi i el segle xvii s'hi va fer una important reforma que inclou l'afegit de la torre. Al segle xvii també va ser quan va passar a ser seu del consistori. D'aquesta època són també les portalades exteriors, una de tipus classicista amb un entaulament corbat i columnes salomòniques, i l'altra més barroca amb dos cossos emmarcats per un ordre gegant de pilastres.